# Sportverein Meppen 1912 1993-1994
Questa voce raccoglie le informazioni riguardanti lo Sportverein Meppen 1912 nelle competizioni ufficiali della stagione 1993-1994.

## Stagione
Nella stagione 1993-1994 il Meppen, allenato da Horst Ehrmantraut, concluse il campionato di 2. Bundesliga al 7º posto. In Coppa di Germania il Meppen fu eliminato al secondo turno dal Kickers Offenbach.

## Rosa
| N. |                     | Ruolo | Calciatore         |
| -- | ------------------- | ----- | ------------------ |
| 22 | Germania (bandiera) | D     | Eckhard Vorholt    |
|    | Germania (bandiera) | P     | Stefan Hülswitt    |
|    | Germania (bandiera) | P     | Manfred Kubik      |
|    | Germania (bandiera) | D     | Bernd Deters       |
|    | Germania (bandiera) | D     | Frank Faltin       |
|    | Germania (bandiera) | D     | Andreas Helmer     |
|    | Germania (bandiera) | D     | Jan Sievers        |
|    | Germania (bandiera) | C     | Thomas Böttche     |
|    | Germania (bandiera) | C     | Hans Jörg Brückner |
|    | Germania (bandiera) | C     | Bogdan Długajczyk  |
|    | Germania (bandiera) | C     | Peter Gartmann     |

| N. |                     | Ruolo | Calciatore            |
| -- | ------------------- | ----- | --------------------- |
|    | Germania (bandiera) | C     | Carsten Marell        |
|    | Germania (bandiera) | C     | Ingmar Putz           |
|    | Germania (bandiera) | C     | Manfred Schulte       |
|    | Polonia (bandiera)  | C     | Zbigniew Szewczyk     |
|    | Germania (bandiera) | C     | Bernfried Wiechers    |
|    | Croazia (bandiera)  | A     | Damir Bujan           |
|    | Germania (bandiera) | A     | Josef Menke           |
|    | Cipro (bandiera)    | A     | Rainer Rauffmann      |
|    | Germania (bandiera) | A     | Robert Thoben         |
|    | Germania (bandiera) | A     | Martin van der Pütten |

## Organigramma societario
Area tecnica
- Allenatore: Horst Ehrmantraut
- Allenatore in seconda:
- Preparatore dei portieri:
- Preparatori atletici:

## Calciomercato

### Sessione estiva
| Acquisti | Acquisti          | Acquisti       | Acquisti |
| R.       | Nome              | da             | Modalità |
| -------- | ----------------- | -------------- | -------- |
| C        | Ingmar Putz       | Remscheid      |          |
| D        | Jan Sievers       | Osnabrück      |          |
| C        | Zbigniew Szewczyk | Zagłębie Lubin |          |

| Cessioni | Cessioni    | Cessioni | Cessioni |
| R.       | Nome        | a        | Modalità |
| -------- | ----------- | -------- | -------- |
| A        | Hendryk Lau | Herzlake |          |

### Sessione invernale
| Acquisti | Acquisti | Acquisti | Acquisti |
| R.       | Nome     | da       | Modalità |
| -------- | -------- | -------- | -------- |

| Cessioni | Cessioni | Cessioni | Cessioni |
| R.       | Nome     | a        | Modalità |
| -------- | -------- | -------- | -------- |

## Risultati

### 2. Bundesliga

#### Girone di andata
| Arbitro: | Osmers |

|  |           |             |
|  | Marcatori | 17’ Wegmann |

| Arbitro: | Fleske |

|  |           |            |
|  | Marcatori | 40’ Thoben |

| Arbitro: | Kiefer |

|            |           |             |
| Faltin 40’ | Marcatori | 73’ Driller |

| Arbitro: | Weise |

|           |           |  |
| Weber 74’ | Marcatori |  |

| Arbitro: | Fröhlich |

|                                       |           |                  |
| Thoben 5’, 65’ Sievers 21’ Helmer 42’ | Marcatori | 20’, 58’ Akonnor |

| Arbitro: | Frey |

|              |           |               |
| Zernicke 57’ | Marcatori | 67’ Rauffmann |

| Arbitro: | Hotop |

|           |           |  |
| Menke 84’ | Marcatori |  |

| Arbitro: | Wippermann |

|                                     |           |                         |
| Lieberam 33’ Reich 45’ Gerstner 53’ | Marcatori | 17’ Schulte 51’ Sievers |

| Arbitro: | Müller |

|                     |           |             |
| Thoben 26’ Putz 90’ | Marcatori | 24’ Freiler |

| Arbitro: | Leimert |

|                      |           |           |
| Wahl 88’ Meißner 89’ | Marcatori | 60’ Menke |

| Jena 10 ottobre 1993, ore 15:00 CET 11ª giornata | Carl Zeiss Jena | 0 – 0 referto | Meppen | Ernst-Abbe-Sportfeld (3 717 spett.)\| Arbitro: \| Domurat \| |
| Arbitro:                                         | Domurat         |               |        |                                                              |

| Arbitro: | Prengel |

|                                                |           |                   |
| Vorholt 40’ Menke 75’ Helmer 85’ Rauffmann 90’ | Marcatori | 65’ Chałaśkiewicz |

| Arbitro: | Haupt |

|                                               |           |            |
| Dondera 5’ Grein 15’ Margref 25’ Lipinski 36’ | Marcatori | 56’ Helmer |

| Arbitro: | Brandt-Chollé |

|                           |           |                               |
| Rauffmann 67’ Schulte 82’ | Marcatori | 76’ Sobiech 79’ (aut.) Marell |

| Arbitro: | Casper |

|           |           |              |
| Vogel 90’ | Marcatori | 8’ Rauffmann |

| Arbitro: | Willems |

|              |           |           |
| Rauffmann 9’ | Marcatori | 66’ Klopp |

| Arbitro: | Ziller |

|            |           |             |
| Schütz 19’ | Marcatori | 85’ Sievers |

| Arbitro: | Koop |

|                                |           |  |
| Sievers 20’, 89’ Rauffmann 84’ | Marcatori |  |

| Arbitro: | Schäfer |

|            |           |                          |
| Pacult 18’ | Marcatori | 15’ Rauffmann 89’ Helmer |

#### Girone di ritorno
| Arbitro: | Fröhlich |

|                                      |           |  |
| Wegmann 14’, 75’, 78’ Guðjónsson 24’ | Marcatori |  |

| Arbitro: | Weise |

|                           |           |           |
| Sievers 65’ Rauffmann 78’ | Marcatori | 34’ Klein |

| Arbitro: | Amerell |

|            |           |  |
| Zander 11’ | Marcatori |  |

| Arbitro: | Holz |

|  |           |                         |
|  | Marcatori | 18’ Laeßig 87’ Feldhoff |

| Arbitro: | Fux |

|                 |           |              |
| Radschuweit 29’ | Marcatori | 8’ Rauffmann |

| Arbitro: | Buchhart |

|            |           |  |
| Helmer 52’ | Marcatori |  |

| Arbitro: | Casper |

|                 |           |            |
| Larsen 14’, 75’ | Marcatori | 45’ Helmer |

| Arbitro: | Hofmann |

|                            |           |            |
| Brückner 30’ Rauffmann 77’ | Marcatori | 83’ Winter |

| Arbitro: | Prengel |

|                                                    |           |  |
| Maciel 40’ Ruoff 50’ Mushinka 77’, 90’ Freiler 86’ | Marcatori |  |

| Arbitro: | Krug |

|                           |           |          |
| Brückner 5’ Rauffmann 12’ | Marcatori | 83’ Wahl |

| Arbitro: | Weber |

|           |           |               |
| Helmer 8’ | Marcatori | 24’ Akpoborie |

| Arbitro: | Schäfer |

|            |           |           |
| Werner 53’ | Marcatori | 6’ Thoben |

| Arbitro: | Fleischer |

|                      |           |          |
| Deters 25’ Bujan 74’ | Marcatori | 62’ Jack |

| Arbitro: | Haupt |

|           |           |  |
| Bobic 64’ | Marcatori |  |

| Arbitro: | Wagner |

|                    |           |             |
| Rauffmann 15’, 68’ | Marcatori | 9’ Backasch |

| Arbitro: | Fleske |

|                                     |           |  |
| Brinkmann 31’ Hayer 67’ Zampach 90’ | Marcatori |  |

| Arbitro: | Hotop |

|                                   |           |           |
| Menke 38’, 54’, 68’ Rauffmann 65’ | Marcatori | 60’ Milde |

| Arbitro: | Dardenne |

|            |           |             |
| Knäbel 19’ | Marcatori | 51’ Sievers |

| Arbitro: | Heynemann |

|  |           |           |
|  | Marcatori | 3’ Pacult |

### Coppa di Germania
| Arbitro: | Zerr |

|                                                      |           |                           |
| Hartmann 84’ Albert 90’ Krapp 92’ Faltin 112’ (aut.) | Marcatori | 40’ Rauffmann 80’ Schulte |

## Statistiche

### Statistiche di squadra
| Competizione      | Punti | In casa | In casa | In casa | In casa | In casa | In casa | In trasferta | In trasferta | In trasferta | In trasferta | In trasferta | In trasferta | Totale | Totale | Totale | Totale | Totale | Totale | DR |
| Competizione      | Punti | G       | V       | N       | P       | Gf      | Gs      | G            | V            | N            | P            | Gf           | Gs           | G      | V      | N      | P      | Gf     | Gs     | DR |
| ----------------- | ----- | ------- | ------- | ------- | ------- | ------- | ------- | ------------ | ------------ | ------------ | ------------ | ------------ | ------------ | ------ | ------ | ------ | ------ | ------ | ------ | -- |
| 2. Bundesliga     | 39    | 19      | 12      | 4       | 3       | 34      | 19      | 19           | 2            | 7            | 10           | 14           | 33           | 38     | 14     | 11     | 13     | 48     | 52     | -4 |
| Coppa di Germania | -     | 0       | 0       | 0       | 0       | 0       | 0       | 1            | 0            | 0            | 1            | 2            | 4            | 1      | 0      | 0      | 1      | 2      | 4      | -2 |
| Totale            | 39    | 19      | 12      | 4       | 3       | 34      | 19      | 20           | 2            | 7            | 11           | 16           | 37           | 39     | 14     | 11     | 14     | 50     | 56     | -6 |

### Andamento in campionato
| Giornata  | 1  | 2  | 3 | 4  | 5 | 6  | 7 | 8 | 9 | 10 | 11 | 12 | 13 | 14 | 15 | 16 | 17 | 18 | 19 | 20 | 21 | 22 | 23 | 24 | 25 | 26 | 27 | 28 | 29 | 30 | 31 | 32 | 33 | 34 | 35 | 36 | 37 | 38 |
| --------- | -- | -- | - | -- | - | -- | - | - | - | -- | -- | -- | -- | -- | -- | -- | -- | -- | -- | -- | -- | -- | -- | -- | -- | -- | -- | -- | -- | -- | -- | -- | -- | -- | -- | -- | -- | -- |
| Luogo     | C  | T  | C | T  | C | T  | C | T | C | T  | T  | C  | T  | C  | T  | C  | T  | C  | T  | T  | C  | T  | C  | T  | C  | T  | C  | T  | C  | C  | T  | C  | T  | C  | T  | C  | T  | C  |
| Risultato | P  | V  | N | P  | V | N  | V | P | V | P  | N  | V  | P  | N  | N  | N  | N  | V  | V  | P  | V  | P  | P  | N  | V  | P  | V  | P  | V  | N  | N  | V  | P  | V  | P  | V  | N  | P  |
| Posizione | 16 | 11 | 9 | 15 | 9 | 10 | 6 | 9 | 7 | 12 | 11 | 7  | 10 | 10 | 10 | 10 | 12 | 9  | 4  | 7  | 7  | 7  | 9  | 11 | 9  | 10 | 10 | 10 | 8  | 10 | 8  | 7  | 8  | 7  | 8  | 7  | 5  | 7  |

Legenda:

Luogo: C = Casa; T = Trasferta. Risultato: V = Vittoria; N = Pareggio; P = Sconfitta.

### Statistiche dei giocatori
| Giocatore         | 2. Bundesliga | 2. Bundesliga | 2. Bundesliga | 2. Bundesliga | Coppa di Germania | Coppa di Germania | Coppa di Germania | Coppa di Germania | Totale   | Totale | Totale      | Totale     |
| Giocatore         | Presenze      | Reti          | Ammonizioni   | Espulsioni    | Presenze          | Reti              | Ammonizioni       | Espulsioni        | Presenze | Reti   | Ammonizioni | Espulsioni |
| ----------------- | ------------- | ------------- | ------------- | ------------- | ----------------- | ----------------- | ----------------- | ----------------- | -------- | ------ | ----------- | ---------- |
| H. Brückner       | 15            | 2             | 1             | 1             | 0                 | 0                 | 0                 | 0                 | 15       | 2      | 1           | 1          |
| D. Bujan          | 14            | 1             | 1             | 0             | 0                 | 0                 | 0                 | 0                 | 14       | 1      | 1           | 0          |
| T. Böttche        | 25            | 0             | 2             | 0             | 1                 | 0                 | 0                 | 0                 | 26       | 0      | 2           | 0          |
| B. Deters         | 24            | 1             | 5             | 1             | 0                 | 0                 | 0                 | 0                 | 24       | 1      | 5           | 1          |
| B. Długajczyk     | 3             | 0             | 0             | 0             | 0                 | 0                 | 0                 | 0                 | 3        | 0      | 0           | 0          |
| F. Faltin         | 12            | 1             | 4             | 1             | 1                 | 0                 | 0                 | 0                 | 13       | 1      | 4           | 1          |
| P. Gartmann       | 17            | 0             | 1             | 0             | 0                 | 0                 | 0                 | 0                 | 17       | 0      | 1           | 0          |
| A. Helmer         | 32            | 7             | 4             | 1             | 1                 | 0                 | 0                 | 0                 | 33       | 7      | 4           | 1          |
| S. Hülswitt       | 14            | 0             | 0             | 0             | 0                 | 0                 | 0                 | 0                 | 14       | 0      | 0           | 0          |
| M. Kubik          | 25            | 0             | 0             | 0             | 1                 | 0                 | 0                 | 0                 | 26       | 0      | 0           | 0          |
| C. Marell         | 37            | 0             | 4             | 0             | 1                 | 0                 | 1                 | 0                 | 38       | 0      | 5           | 0          |
| J. Menke          | 26            | 6             | 2             | 0             | 0                 | 0                 | 0                 | 0                 | 26       | 6      | 2           | 0          |
| I. Putz           | 29            | 1             | 2             | 0             | 0                 | 0                 | 0                 | 0                 | 29       | 1      | 2           | 0          |
| R. Rauffmann      | 35            | 14            | 4             | 0             | 1                 | 1                 | 1                 | 0                 | 36       | 15     | 5           | 0          |
| M. Schulte        | 27            | 2             | 7             | 1             | 1                 | 1                 | 0                 | 0                 | 28       | 3      | 7           | 1          |
| J. Sievers        | 29            | 7             | 2             | 1             | 1                 | 0                 | 1                 | 0                 | 30       | 7      | 3           | 1          |
| Z. Szewczyk       | 36            | 0             | 4             | 0             | 1                 | 0                 | 0                 | 0                 | 37       | 0      | 4           | 0          |
| R. Thoben         | 35            | 5             | 4             | 1             | 1                 | 0                 | 0                 | 0                 | 36       | 5      | 4           | 1          |
| E. Vorholt        | 30            | 1             | 9             | 0             | 1                 | 0                 | 1                 | 0                 | 31       | 1      | 10          | 0          |
| B. Wiechers       | 2             | 0             | 0             | 0             | 0                 | 0                 | 0                 | 0                 | 2        | 0      | 0           | 0          |
| M. van der Pütten | 19            | 0             | 0             | 0             | 1                 | 0                 | 0                 | 0                 | 20       | 0      | 0           | 0          |